# Karl Struss
Karl Struss (Nova Iorque, 30 de novembro de 1886 — Santa Monica, 15 de dezembro de 1981) é um diretor de fotografia estadunidense. Venceu o Oscar de melhor fotografia na edição de 1929 por Sunrise: A Song of Two Humans.